# Attidops
Attidops is een geslacht van spinnen uit de familie springspinnen (Salticidae).

## Soorten
De volgende soorten zijn bij het geslacht ingedeeld:
- Attidops cinctipes (Banks, 1900)
- Attidops cutleri Edwards, 1999
- Attidops nickersoni Edwards, 1999
- Attidops youngi (Peckham & Peckham, 1888)